# Лајсниг
Лајсниг (њем. Leisnig) град је у њемачкој савезној држави Саксонија. Једно је од 61 општинског средишта округа Средња Саксонија. Према процјени из 2010. у граду је живјело 6.626 становника. Посједује регионалну шифру (AGS) 14522310.

## Географски и демографски подаци
Лајсниг се налази у савезној држави Саксонија у округу Средња Саксонија. Град се налази на надморској висини од 161 метра. Површина општине износи 30,4 km². У самом граду је, према процјени из 2010. године, живјело 6.626 становника. Просјечна густина становништва износи 218 становника/km².